# Hostile Ambient Takeover
Albums de Melvins
Millennium Monsterwork 2000
(2002) Melvinmania: The Best Of The Atlantic Years 1993-1996
(2003)
Hostile Ambient Takeover est un album des Melvins sorti en 2002 chez Ipecac Recordings.
Black Stooges est créditée comme première piste de l'album mais la chanson apparaissant sur Millennium Monsterwork 2000 (alors nommée Ol' Black Stooges) est en fait sur la piste 2.

## Pistes
1. Black Stooges (Crover) – 31 s
2. Sans titre (Osborne/Crover) – 5 min 58 s
3. Dr. Geek (Osborne) – 2 min 35 s
4. Little Judas Chongo (Osborne) – 2 min 03 s
5. The Fool, The Meddling Idiot (Osborne) – 7 min 49 s
6. The Brain Center At Whipples (Osborne) – 3 min 50 s
7. Foaming (Osborne/Rutmanis) – 7 min 47 s
8. The Anti-Vermin Seed (Osborne) – 15 min 51 s

## Personnel
- Les Melvins:
  - Dale Crover - Batterie, chant, clavier
  - Kevin Rutmanis - Basse, slide bass
  - King Buzzo - chant, guitare
- Sir David Scott Stone - Thunder sheet, electric wire
- Toshi Kasai - Clavier, enregistrement, mixage
- Adam Jones - Virus
- John Golden - Mastering
- Mackie Osborne - art direction & design
- Kevin Willis - photographie